# Trafik

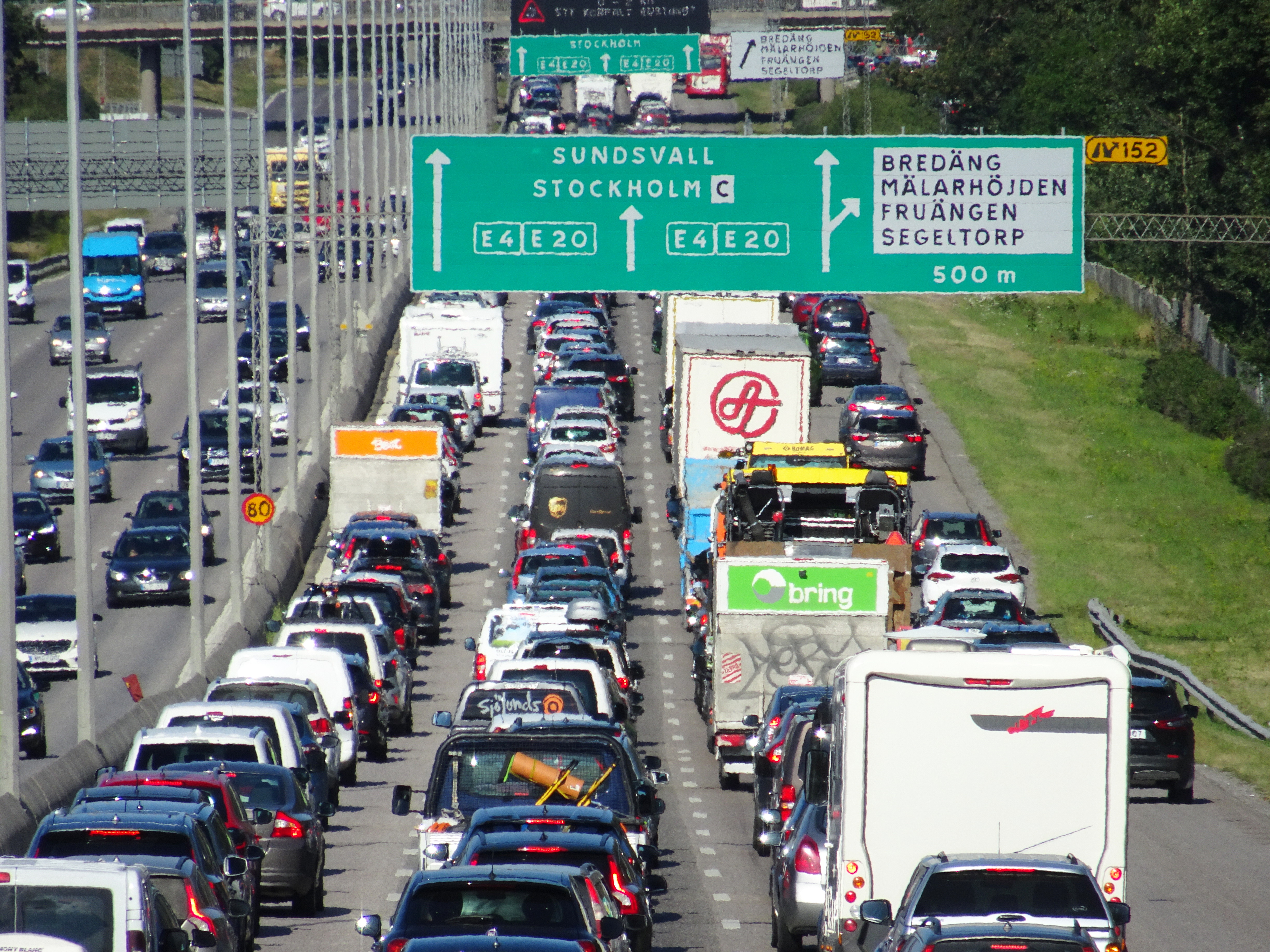
Trafik på motorväg i Stockholm

Trafik (ytterst av medeltidsitalienska traffico, av trafficare ’driva handel’) är rörelsen av personer, transportmedel eller information på en väg, till exempel en gata, eller över en informationsbärande kanal. Trafiken kan sägas utgöras av mängden transporter i ett trafiksystem, där transporterna då definieras genom de enskilda relationerna mellan på punkter i trafiksystemet.
Vanligen åsyftas fysiska transporter av människor, varor och fordon i ett gatusystem. Dit hör även luft- och sjötrafik.
Det finns andra typer av trafik än de som avser fysiska transporter, till exempel datatrafik.